# Bwiza

Bwiza est une commune du Burundi, se trouvant dans la province de Bujumbura Mairie. Elle compte, en 2019, 120 000 habitants.
Cette commune, physiquement rattachée à la capitale Bujumbura, fait partie des « interminables quartiers de terre et de tôle » de la capitale burundaise.